# ギャラリエアピタ知立店
ギャラリエアピタ知立店（ギャラリエアピタちりゅうてん）は、愛知県知立市にあるユニー株式会社が運営するショッピングセンターである。

## 概要
1994年（平成6年）11月10日、ヤオハングループの株式会社ネクステージ知立が運営する百貨店型店舗「ネクステージ知立」として開業。
1995年（平成7年）12月期には約185億円の売上を上げていたものの、母体となるヤオハンジャパンが1997年（平成9年）9月18日に静岡地方裁判所に会社更生法の適用を申請して経営破綻した。そのため、運営会社の「ネクステージ知立」も翌年の1998年（平成10年）2月4日、静岡地裁に負債総額約290億円を抱えて特別清算を申請して経営破綻し、その後は関連会社の「新世紀」が運営を引き継いで同月末まで営業を行って、閉店となった。この特別清算の発表時点までに既にユニーが継承する方向が決まっていると報じられていた。
ネクステージ知立の営業終了後に、後継店舗として施設を所有する興和紡績（現在の興和紡）の斡旋によりユニーが名乗りを上げ、食品売場の店内の仕切り壁の撤去や線の引き直しによる駐車場の改良などの利便性向上を図る改装を施した上で、1998年（平成10年）4月24日にギャラリエアピタ知立店として開店した。
百貨店型店舗の改装だったため、他のアピタ標準店とレイアウトの仕様が異なった。そのため差別化を意図し、“回廊”を意味する「ギャラリエ」が冠称された。店舗建物は本館と北館（1階、2階、3階、R階）・東館（1階、2階、3階、4階、5階、R階）で構成されている。なお、本館と北館は3階より上は駐車場、また東館は2階より上は駐車場となっている。

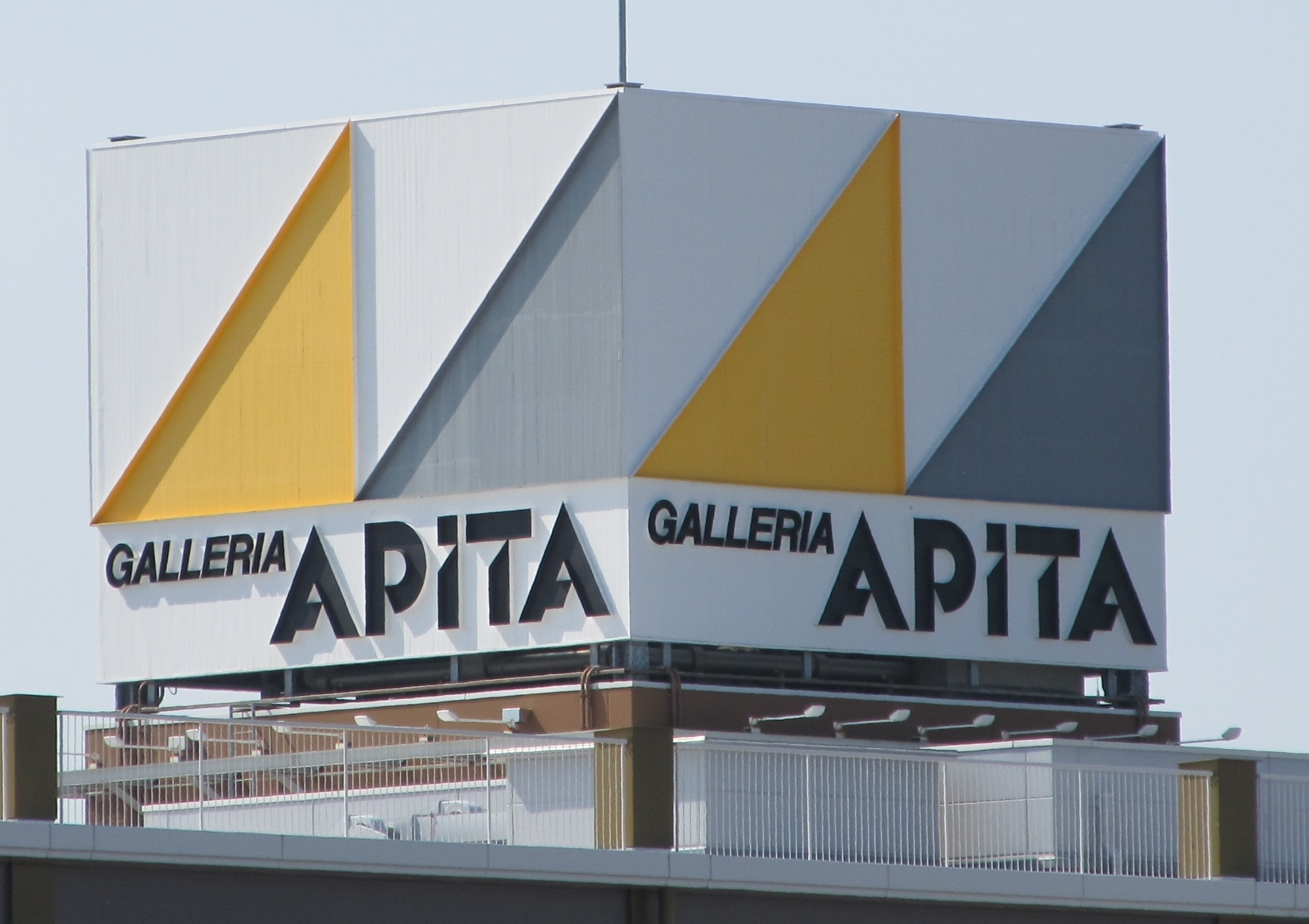
「ギャラリエ」を冠するロゴマーク

## 主なテナント
- コムサイズム
- ハニーズ
- キクチメガネ
- セガワールド
- クラフトハートトーカイ
- KEIZ
- 中日文化センター
- 丸善

※ その他テナントはショップガイドを参照。

## 付近の施設
- 愛知県立知立東高等学校
- 知立市立知立中学校
- 知立市役所
- 知立市立八ツ田小学校
- 知立郵便局
- 無量寿寺

## 交通
- 名鉄名古屋本線 牛田駅より徒歩で約15分。
- 知立市コミュニティバス「アピタ」バス停下車。